# Nécrospermie
La nécrospermie ou nécrozoospermie caractérise la présence d'un très grand nombre de spermatozoïdes morts (plus de 42%) dans le sperme de l'homme.
On la détecte grâce à un examen médical appelé spermogramme effectué après prélèvement par masturbation. Le colorant utilisé pénètre dans les spermatozoïdes morts (en raison de l'augmentation de la perméabilité membranaire) qui seront donc les seuls colorés.
La nécrospermie est généralement due à la présence d'une infection ou à des problèmes oxydatifs.